# Jean Marion
Pour les articles homonymes, voir Marion.
Jean Marion est un compositeur de musique de film et chef d'orchestre français, né le 6 mai 1912 à Paris 18e et mort le 12 mars 1967 à Marseille.

## Biographie
Jean Marion est marié à Anne Marie Hunebelle (1924-2009), la fille d'André Hunebelle.

## Filmographie
- 1942 : L'Inévitable Monsieur Dubois de Pierre Billon
- 1942 : Le Médecin des neiges de Marcel Ichac
- 1943 : Voyage sans espoir de Christian-Jaque
- 1943 : Les Deux Timides d'Yves Allégret
- 1945 : La Boîte aux rêves de Yves Allégret et Jean Choux
- 1946 : Leçon de conduite de Gilles Grangier
- 1947 : Fantômas de Jean Sacha
- 1947 : Rendez-vous à Paris de Gilles Grangier
- 1948 : Carrefour du crime de Jean Sacha
- 1948 : Métier de fous d'André Hunebelle
- 1949 : Mission à Tanger d'André Hunebelle
- 1949 : Millionnaires d'un jour d'André Hunebelle
- 1949 : Le Roi de Marc-Gilbert Sauvajon
- 1950 : Méfiez-vous des blondes d'André Hunebelle
- 1950 : Amédée de Gilles Grangier
- 1950 : Ma pomme de Marc-Gilbert Sauvajon
- 1951 : Mon phoque et elles de Pierre Billon
- 1951 : Tapage nocturne de Marc-Gilbert Sauvajon
- 1951 : Ma femme est formidable d'André Hunebelle
- 1951 : La vie est un jeu de Raymond Leboursier
- 1951 : L'Amant de paille de Gilles Grangier
- 1952 : La Femme à l'orchidée de Raymond Leboursier
- 1952 : Le Duel à travers les âges de Pierre Foucaud
- 1952 : Massacre en dentelles d'André Hunebelle
- 1952 : Monsieur Taxi d'André Hunebelle
- 1952 : Voyage sans espoir de Christian-Jaque
- 1953 : Les Trois Mousquetaires d'André Hunebelle
- 1953 : Cet homme est dangereux de Jean Sacha
- 1953 : Mon mari est merveilleux d'André Hunebelle
- 1954 : Cadet Rousselle d'André Hunebelle
- 1954 : Le Feu dans la peau de Marcel Blistène
- 1955 : Gueule d'ange de Marcel Blistène
- 1955 : Treize à table d'André Hunebelle
- 1955 : Casse-cou, mademoiselle de Christian Stengel
- 1955 : L'Impossible Monsieur Pipelet d'André Hunebelle
- 1956 : Mannequins de Paris d'André Hunebelle
- 1957 : OSS 117 n'est pas mort de Jean Sacha
- 1957 : Tous peuvent me tuer de Henri Decoin
- 1957 : Les Collégiennes d'André Hunebelle
- 1958 : Taxi, Roulotte et Corrida d'André Hunebelle
- 1958 : Les femmes sont marrantes d'André Hunebelle
- 1959 : Impasse des vertus de Pierre Méré
- 1959 : Le Bossu d'André Hunebelle
- 1959 : Les Trois Mousquetaires de Claude Barma
- 1960 : Le Capitan d'André Hunebelle
- 1960 : Cyrano de Bergerac de Claude Barma
- 1961 : Le Miracle des loups d'André Hunebelle
- 1962 : Les Mystères de Paris d'André Hunebelle
- 1962 : Les Culottes rouges d'Alex Joffé
- 1962 : Le Reflux de Paul Gégauff
- 1963 : La Cuisine au beurre de Gilles Grangier
- 1965 : La Grosse Caisse d'Alex Joffé
- 1966 : Le Grand Restaurant de Jacques Besnard
- 1967 : Oscar d'Édouard Molinaro